# Licchavi
Licchavidynastin, nepalesisk härskardynasti under perioden 400-talet till 700-talet. Licchavidynastin drogs in i den dynastiska politiken i Indien när guptahärskaren Chandragupta I gifte sig med prinsessan Kumaradevi ur Licchavifamiljen.